# Мира (район)
Мира (порт. Mira) — район (фрегезия) в Португалии, входит в округ Коимбра. Является составной частью муниципалитета Мира. Находится в составе крупной городской агломерации Большая Коимбра. По старому административному делению входил в провинцию Бейра-Литорал. Входит в экономико-статистический субрегион Байшу-Мондегу, который входит в Центральный регион. Население составляет 7782 человека на 2001 год. Занимает площадь 62,57 км².
Покровителем района считается Апостол Фома (порт. São Tomé).